# مؤسسة أوبيناتوم
مؤسسة أوبيناتوم (بالصينية: 开放原子开源基金会)، مؤسسة غير هادفة للربح كيان قانوني مستقل مسجل لدى وزارة الشؤون المدنية، هي أول مؤسسة للبرمجيات مفتوحة المصدر في الصين. تأسست في يونيو 2020 وبدأت بشكل مشترك من قبل مجموعة علي بابا وبايدو وهواوي وإنسبور وتشي هو 360 وتينسنت وبنك التجار الصيني وغيرهم من الشركات لتشغيل وتسويق خدمات المشاريع مفتوحة المصدر.

## المشاريع
اعتبارا من ديسمبر 2022، تستضيف المؤسسة المشاريع مفتوحة المصدر بما في ذلك سوبيركور وأوبن هارموني وأوبينيولر وتيسينتوس صغيرة وأليون وأوبن بلوك وبيكا وهابجس.

## التعاون
في 28 سبتمبر 2021، مؤسسة أوبيناتوم ومؤسسة إكلبس أعلنت عزمها على تشكيل شراكة للتعاون في أوبن هارموني.
في 26 أكتوبر من نفس العام، أطلق كلا الشريكين نظام تشغيل أونيرو، وهو تطبيق متوافق من أوبن هارموني على أساس المصدر المفتوح وتهدف إلى أن تكون شفافة وبائع محايد ونظام مستقل للسوق العالمية مع الأعضاء المؤسسين بما في ذلك هواوي ولينارو وسيكو، وهي شركة إيطالية لتصنيع أجهزة إنترنت الأشياء.